# Symbian OS
Symbian OS je již zaniklý operační systém (platforma) pro mobilní telefony značky Nokia. Byl to operační systém (zkratka OS – operační systém), který vytvořila firma Symbian Ltd. Byl doplněn knihovnami, grafickým uživatelským rozhraním a referenčními implementacemi nástrojů. Symbian OS byl následovníkem systému EPOC, používaného v kapesních počítačích Psion a běžel převážně na procesorech ARM. Byl to operační systém reálného času. V období únor 2010 až březen 2011 používal licenci EPL a byl tedy otevřeným softwarem. Předtím a potom používal uzavřenou licenci.
Do systému mohl uživatel přidávat nativní aplikace, které však závisely na verzi použitého operačního systému. Symbian byl používán především v mobilních telefonech značky Nokia.
11. února 2011 Nokia oznámila ústup od dalšího vývoje Symbianu a přechod k platformě Windows Phone 7 a Windows Phone 8. Koncem roku 2012 Nokia také ukončila provoz stránky http://symbian.nokia.com.

## Série

### S60 (dříve „Series 60“)
Smartphony řady S60 byly nejrozšířenější,[zdroj?] díky jejich snadné softwarové rozšiřitelnosti a poměrně nízké ceně. Typickými zástupci této řady byly modely Nokia 3650, Nokia N70, Nokia E61, Nokia E51, Nokia E52, Nokia E72, Nokia E50, Nokia E90 nebo Siemens SX1, existovala i pátá generace S60 podporující smartphony s čistě dotykovým ovládáním.
Klady a zápory S60:
- - Nekompatibilita aplikací a her ze Symbianu 6.1, 7.0, 8.1 na Symbian 9.1
- + Možnost upgrade firmwaru přes internet (novější telefony od Symbianu 7.0)
- + Do nových telefonů přibyla podpora Wi-Fi sítí (Nokia E61i …)
- + Přibyla podpora HW klávesnic
- + N-Gage 2.0 a Sis 3D hry (např. kulečník …)

### S80
Odlišná verze systému, S80, byla uzpůsobena také pro přístroje s dotykovým displejem a širokým displejem. Komunikátory této třídy byly vybaveny lépe než S60. S80 si musel umět poradit například i s podporou Wi-Fi, dokumentů MS Office … což ovšem nakonec zvládal i S60. Tomu odpovídala jejich vyšší cena, která v době prodeje neklesala pod 10 000 Kč. Jako zástupce lze uvést Nokia 9300, Nokia 9300i nebo Nokia 9500.

### S90
Verzi S90 používala jen Nokia 7710[zdroj?], která svým vzhledem telefon připomínala jen velmi málo. Jejím hlavním specifikem byl velký dotykový displej, podpora sítí GPRS/EDGE, BlueTooth. Tento telefon byl uzpůsoben pro prohlížení internetu a byl nazýván multimediálním smartphonem.

### UIQ
UIQ podporovala velký dotykový displej a byla méně rozšířená, než ostatní verze. Používala se hlavně na telefonech značky Sony Ericsson a Motorola.

## Historie
V roce 1998 se spojily firmy Motorola, Ericsson, Nokia a Psion, aby vytvořily sdružení Symbian, které prosazovalo používání operačního systému EPOC, navrženého specificky pro mobilní zařízení. Připojení společnosti iMatsushita znamenalo, že Symbian představoval v dané době 85 % světového objemu prodeje chytrých mobilních telefonů. Symbian byl od prosince 2008 vlastněn firmou Nokia. Ta na svém barcelonském kongresu oznámila vykoupení zbývajících 52 % akcií, takže následně vlastnila více než 99.9 % akcií. (Předchozí zastoupení 47,9 %, Ericsson 15,6 %, Sony Ericsson 13,1 %, Panasonic 10,5 %, Siemens AG 8,4 % a Samsung 4,5 %.) Vznikla také organizace Symbian Foundation, jejíž členové (Nokia, Motorola, Ericsson, LG, Samsung a další) chtěli vytvořit jednotnou a otevřenou platformu pro mobilní telefony. Kód systému byl pozvolně uvolňován pod licencí Eclipse Public License (EPL), a byl dokončen 4. února 2010. Některé části však i dříve, například v říjnu 2009 byl otevřen EKA2 mikrokernel Symbianu. Po uvedení aktualizace Belle Nokia značka Symbian de facto zanikla, protože se jej Nokia rozhodla komunikovat pouze jako Nokia Belle. Už kolem roku 2011 se ale začal Symbian mezi ostatními systémy (iOS a Android) propadat. To nakonec způsobilo, že Nokia, dala přednost konkurenčnímu systému od spol. Microsoft, zvanému Windows Phone, později Windows Mobile. [zdroj?]

### Psion
V roce 1980, Psion byl založen Davidem Potterem.

### EPOC16
Po neúspěchu MC400 Psion uvolnil zařízení Serie3 od roku 1991 do roku 1998, které využívali EPOC16 OS, později známý pod názvem SIBO. Tato zařízení podporovala jednoduchý programovací jazyk OPL a vývojové prostředí OVAL.

### EPOC OS Release 1–3
Zařízení Verze 5 byly vydány v červnu 1997.

### EPOC Release 4
24. června 1998 byla založena společnost Symbian Ltd. jako partnerství mezi Ericssonem, Nokií, Motorolou a Psionem za účelem využívat konvergenci mezi zařízeními PDA a mobilními telefony.

### EPOC Release 5 alias Symbian OS 5
Psion Series 5mx, Series 7, Psion Revo, Diamond Mako, Psion Netbook, netPad, GeoFox One, Oregon's Osaris, a Ericsson MC218 byly představeny v roce 1999 jako zařízení využívající EPOC Release5. Tato verze byla někdy také nazývána jako Symbian OS 5, toto označení však příliš nezlidovělo.

### EPOC Release 5u
První mobilní telefon využívající ER5u, Ericsson R380 byl představen v listopadu 2000. Nešlo však ještě o otevřenou platformu, tzn. Nešlo instalovat vlastní aplikace. Písmenko U v názvu verze OS upozorňovalo na fakt, že tento systém podporoval Unicode.

### Symbian OS v6.0 a 6.1 alias EPOC Release 6
První telefon s otevřenou platformou, Nokia 9210 Communicator, byl představen v červnu 2001. Takřka 500 000 bylo prodáno v roce 2001, přičemž v dalším roce toto číslo vzrostlo 2.1 milionů. Vývoj odlišných UI (user interface) byl všeobecně použitelný pro „smartphony“ i komunikátory, dále dělené na zařízení s klávesnicí nebo dotykovou obrazovkou. Dvě osvědčené UI byly potom dále rozšířeny – Quartz a Crystal. Sloučením s konstrukcí vytvořenou již dříve Ericssonem se stal základem pro UIQ interface, které bylo později na trhu uvedeno jako Nokia Series 80 UI. UI označováno jako Nokia Series 60, sloužilo jako základ pro první smartphone s klávesnicí.

### Symbian OS 7.0 a 7.0s
Poprvé uveden v roce 2003. Jedná se o verzi Symbian, která byla použita jako uživatelské rozhraní v telefonech UIQ (Sony Ericsson P800, P900, P910, P1i, Motorola A925, A1000), Series 80 (Nokia 9300, 9500), Series 90 (Nokia 7710), Series 60 (Nokia 3230, 6600, 7310) ale v telefonech FOMA v Japonsku. Nově byl podporován rychlejší přenos dat EDGE. Podpora Javy byla změněna z Java a JavaPhone na verzi Java ME Standard. Symbian OS 7.0s byla speciální verze OS 7.0 pro lepší zpětnou kompatibilitu s Symbian OS 6.x a částečně také pro kompatibilitu mezi Nokia Communicatorem 9500 jeho předchůdcem Nokia Communicator 9210. V roce 2004, Psion prodal svůj podíl ve společnosti Symbian. V témže roce se objevil první virus pro telefony se Symbian OS Cabir. Na jiné telefony se šířil automaticky pomocí rozhraní Bluetooth.

### Symbian OS 8.0
Uveden v roce 2004. Jednou s výhod byla možnost výběru mezi dvěma jádry (EKA1 nebo EKA2). Nicméně, verze jádra EKA2 nebyla využita do příchodu Symbian OS 8.1b. Jádra se chovala navenek zcela identicky a uživatel rozdíl nepoznal. EKA1 bylo výrobci užíváno pro jeho kompatibilitu se staršími ovladači, EKA2 bylo realtime jádro. Nově podpora CDMA, 3G, DVB-H a OpenGL ES s vektorovou grafikou.

### Symbian OS 8.1
V podstatě „vychytaná“ verze 8.0. Ve verzích 8.1a a 8.1b. Verze 8.1b s jádrem EKA2 byla populární u japonských výrobců.

### Symbian OS 9.0
Tato verze byla vývojová. Ve verzi 9.0 bylo naposled použito jádro EKA1.

### Symbian OS 9.1
Uveden v roce 2005. Podporoval vyšší úroveň bezpečnosti. Nokia platforma S60 3rd Edition užívala tuto verzi OS. Základem byl také pro telefony Sony Ericsson M600 a P990. Podpora Bluetooth 2.0 (dříve 1.2)

### Symbian OS 9.2
Uvedení Q1 2006. Podpora OMA Device Management 1.2 (dříve 1.1.2). Nokia telefony s Symbian OS 9.2 OS: Nokia N75, Nokia N76, Nokia 6120 Classic, Nokia E90, Nokia N95, Nokia 5700, Nokia N81, Nokia E51.

### Symbian OS 9.3
Uveden 12. července 2006. Zlepšená správa paměti, podpora Wifi 802.11b/g, HSPDA.
Nokia E52, Nokia 5630, Nokia 5730, Nokia 6220 classic, Nokia C5.

### Symbian OS 9.4
Uveden 26. března 2007. Podpora digitální televize a lokalizačních služeb, podpora přepínání mezi sítěmi mobilních operátorů a Wi-Fi, podpora dotykových displejů, menší nároky na hardware než doposud. Nokia telefony s Symbian OS 9.4 OS: Nokia 5800, Nokia N97, Nokia N98, Nokia 5530, Nokia C5-03...

### Symbian 3 (nový Symbian, S^3)
Uvedení 1Q 2011. Podpora HDMI. Více obrazovek (maximálně 3) Nokia N8, Nokia E7...

### Symbian Anna
Rychlejší systém, menší nároky na HW konfiguraci. Nokia X7, Nokia E6, Nokia 500...

### Symbian Belle
Představení 3Q 2011. Přepracované uživatelské prostředí postavené na QT. Rychlejší a stabilnější. Možnost až 6 domovských obrazovek. Šlo uspořádat domácí obrazovku jednotlivě (ne po panelech jako u S^3 a Anny). Verze byla dále označována pouze jako Nokia Belle, bez značky Symbian. Nokia 600, Nokia 603, Nokia 700, Nokia 701

### Symbian Belle FP1
Představení 1Q 2012. Původně znám jako Symbian Carla. Zrychlené prostředí prodělalo kosmetické změny. Přidání plnohodnotné podpory HTML5 a zvukové vylepšení Dolby Headphone. Nokia 808

### Symbian Belle Refresh
Představení 3Q 2012. Pouze mírná úprava původního Symbianu Belle. Nové widgety, webový prohlížeč a hudební přehrávač. Určen pouze pro zařízení, která byla vydána se systémy Symbian 3 a Symbian Anna.

### Nokia Belle FP2
Představení 3Q 2012. Původně znám jako Symbian Donna. Klávesnice získala upravené rozložení písmen, výrazných změn se také dostalo prediktivnímu vyhledávání psaných slov a opravám chyb. Změn se dočkalo také odemykání telefonu, kdy k odemknutí bylo nutné provést Swipe gesto. Na domovské obrazovce ve spodní liště přibylo tlačítko pro vyhledávání. Modernizací také prošly aplikace jako Hudba nebo Fotoaparát, další dostaly dílčí aktualizace. Určen pouze pro zařízení, která byla vydána se systémy Symbian Belle a Symbian Belle FP1.